# 日露戦争物語
『日露戦争物語』（にちろせんそうものがたり）は、江川達也による日本の漫画。『ビッグコミックスピリッツ』（小学館）にて、2001年21・22合併号より2006年40号まで連載された。単行本は小学館ビッグコミックスから全22巻が刊行されている。副題は日本海海戦での秋山真之の有名な電文「天気晴朗ナレドモ浪高シ」。

## 概要
日露戦争の日本海海戦時の作戦参謀・秋山真之の人生を中心にして、彼らの青春群像と明治期社会の世相、および当時の日本が置かれていた帝国主義時代の国際情勢を、作者の歴史考察を絡めて描いている。秋山好古と正岡子規も中心人物に加えられていることから、司馬遼太郎の小説『坂の上の雲』を想起させる物語構成にもなっている。元々の構想では海軍大臣山本権兵衛を主人公にしていたという。
題名は日露戦争物語であるが、物語の開幕は主人公・秋山真之が6歳になった1873年（明治6年）からである。秋山真之の破天荒な少年時代と並行して、明治新政府の若き政治家たちの動静と、文明開化の社会変遷に翻弄される一般庶民の世情も描かれており、近代国家への歩みの中で苦闘する日本国家そのものが主人公扱いにされていたとも言える。そのメインテーマは、西洋列強の帝国主義進出に晒されていた19世紀の東アジア情勢であり、清朝中国大陸および李朝朝鮮半島の社会状況も扱われていた。
日清戦争に到るまでの日本の社会情勢および国際情勢描写は緻密で、娯楽性と作者独自の歴史考察による教訓性にも富んでいたことから高い評価を得ていた。日清開戦後の軍隊機構、艦隊組織、戦略戦術についても当初は学術的と言えるほどの描写がなされていた。日清戦争中の旅順攻略戦をもって“第一部完”という形で連載が一時中断され、その後、正式に連載終了が掲示された。連載終了について江川と『スピリッツ』編集長・立川義剛に取材した記事によると、終了の要因は内容がどんどん学術的になってエンターテインメント性が薄れたため、読者人気が下がったから、とのことである。
2010年にPHP研究所から作品再評価を兼ねた文庫版の刊行が開始されており、黄海海戦のエピソードが収録された第12巻までが上梓された。

## 登場人物
- 秋山真之
- 秋山好古
- 正岡子規
- 二宮忠八
- 白川義則
- 高橋是清
- 夏目漱石
- 南方熊楠
- 津田三蔵
- ニコライ2世
- 畠山勇子
- 明治天皇
- 陸奥宗光
- 伊藤博文
- 東郷平八郎
- 木口小平
- 白神源次郎
- 金玉均
- 徐載弼

## 単行本
- 小学館ビッグコミックス

1. 2001年8月30日刊行　ISBN 4-09-186331-0
2. 2001年11月30日刊行　ISBN 4-09-186332-9
3. 2002年2月28日刊行　ISBN 4-09-186333-7
4. 2002年6月29日刊行　ISBN 4-09-186334-5
5. 2002年9月30日刊行　ISBN 4-09-186335-3
6. 2002年12月25日刊行　ISBN 4-09-186336-1
7. 2003年3月29日刊行　ISBN 4-09-186337-X
8. 2003年5月30日刊行　ISBN 4-09-186338-8
9. 2003年8月30日刊行　ISBN 4-09-186339-6
10. 2003年11月29日刊行　ISBN 4-09-186340-X
11. 2004年1月30日刊行　ISBN 4-09-187221-2
12. 2004年4月30日刊行　ISBN 4-09-187222-0
13. 2004年7月30日刊行　ISBN 4-09-187223-9
14. 2004年11月30日刊行　ISBN 4-09-187224-7
15. 2005年2月28日刊行　ISBN 4-09-187225-5
16. 2005年5月30日刊行　ISBN 4-09-187226-3
17. 2005年8月28日刊行　ISBN 4-09-187227-1
18. 2005年11月30日刊行　ISBN 4-09-187228-X
19. 2006年2月28日刊行　ISBN 4-09-180157-9
20. 2006年5月30日刊行　ISBN 4-09-180364-4
21. 2006年8月30日刊行　ISBN 4-09-180620-1
22. 2006年10月30日刊行　ISBN 4-09-180787-9

- PHP文庫

1. 蒼き松山篇 2010年04月09日刊行 ISBN 978-4-569-67429-2
2. 青春立志篇 2010年04月09日刊行 ISBN 978-4-569-67430-8
3. 断金の友篇 2010年04月09日刊行 ISBN 978-4-569-67431-5
4. 大和魂篇 2010年05月14日刊行 ISBN 978-4-569-67443-8
5. 近代戦略篇 2010年05月14日刊行 ISBN 978-4-569-67444-5
6. 海外渡航篇 2010年05月14日刊行 ISBN 978-4-569-67445-2
7. 朝鮮出兵篇 2010年07月16日発売 ISBN 978-4-569-67499-5
8. 清国へ宣戦布告篇 2010年07月16日発売 ISBN 978-4-569-67500-8
9. 平壌決戦篇 2010年07月16日発売 ISBN 978-4-569-67501-5
10. 平壌陥落篇 2010年09月15日発売 ISBN 978-4-569-67521-3
11. 黄海海戦篇 2010年09月15日発売 ISBN 978-4-569-67522-0
12. 十六点大回頭篇 2010年09月15日発売 ISBN 978-4-569-67523-7

## 関連
- 「知識ゼロからの日清日露戦争入門」（戸髙一成著、江川達也画）幻冬舎 - 装画・本文漫画担当 2009年10月25日刊行 ISBN 978-4-344-90170-4